# Leucophora dorsalis
Leucophora dorsalis är en tvåvingeart som först beskrevs av Stein 1916.  Leucophora dorsalis ingår i släktet Leucophora och familjen blomsterflugor. Inga underarter finns listade i Catalogue of Life.